# Théâtre des Tuileries

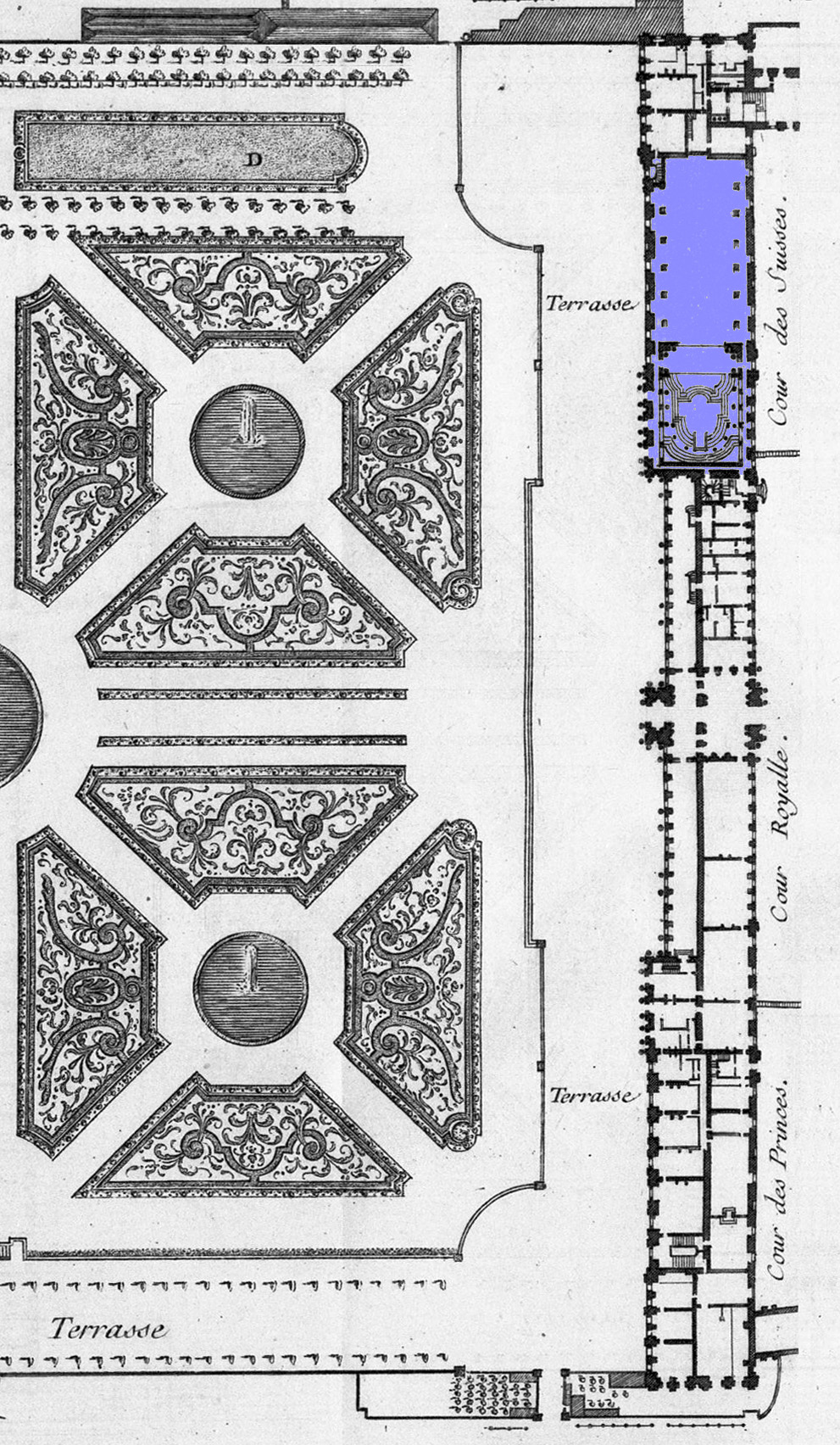
Lageplan des Tuilerien-Palastes mit blau markiertem Grundriss des Theaters.

Das Théâtre des Tuileries, auch Salle des Machines (Maschinensaal) genannt, war ein Theaterbau am Tuilerien-Palast in Paris, der in den Jahren 1659–1662 entstanden war und in den Tagen der Pariser Kommune am 24. Mai 1871 niederbrannte.

## Begriffe
Mitunter wird geschrieben, das Tuilerientheater habe nie einen anderen Namen getragen als salle des Machines. Jacques-François Blondel hatte 1756 in seiner Architecture françoise hierzu bemerkt, dass jene Bezeichnung ursprünglich nur für die auch le Théâtre genannte Galerie mit der Bühne galt, während im nördlichen Pavillon der Zuschauerraum salle de spectacle hieß. Anders als die Bühnenmaschinerie in der Galerie gaben aber den Ausschlag für die Bezeichnung offenbar Installationen des Architekten Servandoni, der 1739 in das Haus ein Hochparterre mit beweglichen Elementen einbauen durfte. Völlig zutreffend war es, bei der Nutzung als Ausweichquartier für die Opéra du Palais-Royal (1764) und durch den Nationalkonvent als Sitzungssaal (1793) vom salle des machines zu reden – beide Male beschränkte man sich auf den Bühnentrakt. Nicht zu verwechseln mit dem Tuilerientheater ist der aus dem salon des Cents-Suisses 1756 entstandene Konzertsaal im Zentralpavillon.

## Vorgeschichte
Katharina von Medici hegte den Plan, in einem Haus zu leben, das alle königlichen Residenzen übertreffen sollte. Ihr daraus entstandenes Tuilerienprojekt war in jeder Hinsicht anspruchsvoll, wenn nicht größenwahnsinnig. Die Bauarbeiten nach den Plänen Philibert de l’Ormes wurden im Mai 1564 begonnen, allerdings sorgten von 1567 bis 1570 der zweite und dritte Religionskrieg für ein Aussetzen der Arbeiten. Zustande kam ein Zentralpavillon mit je einer langgestreckten Galerie beiderseits und ein Pavillon im Süden, den Jean Bullant nach de l’Ormes Ableben vollendete. Letztlich brachten 1572 erneute Kriegshandlungen das endgültige Aus – der Plan, die Stadtbefestigung um das Gebäude herum zu ziehen, wurde fallen gelassen. Nicht errichtet wurde der Nordpavillon, Stiche aus dem frühen 17. Jahrhundert, die jenen zeigen, sind idealisiert.
Katharina von Medici wohnte nie in dem Torso, der weniger als ein Viertel von de l’Ormes Entwurf ausmachte. Das spätere „große Projekt“ (grand dessein) der Verbindung des Tuilerienpalastes mit dem Louvre hatte mit dem ursprünglichen Tuilerienentwurf nichts mehr zu tun und fand 1607 einen vorläufigen Abschluss durch die Verbindung der parallel zur Seine verlaufenden „Grande-Galerie“ mit dem Bullant-Pavillon durch die 60 Meter lange „Petite-Galerie“. Bullant-Pavillon und Petite-Galerie lieferten zusammen bereits die Geometrie für das Tuilerientheater, nur zu spiegeln an einer Achse durch den Zentralpavillon. Aber vorher durfte als erste ordentliche Bewohnerin die Herzogin von Montpensier von 1627 an den „Palast“ nutzen, bis sie sich auf die Seite der Frondeure schlug und 1652 von König Ludwig XIV. auf ihre Güter verbannt wurde.

## Kardinal Mazarin und zu den Fenstern hinausgeworfenes Geld
Die Initiative für die Errichtung des Theaters ging anlässlich der bevorstehenden Hochzeit des Königs Ludwig XIV. von dessen regierendem Minister Kardinal Mazarin aus. Ihm war seit seiner Jugend ein lebendiges Gefallen an der Musik erhalten geblieben, doch war sie getreu seiner Devise „qui a le cœur, a tout“ (wer das Herz hat, hat alles) für ihn auch Mittel zum Verführen und Beherrschen. Daneben gegangen war dies offenbar 1647 mit der Aufführung von Luigi Rossis Oper Orfeo in Paris – wegen der Kosten rebellierten die Franzosen, es kam zur Fronde –, doch hielt Mazarin stand, wollte diesmal Europa erblassen lassen mit einer Cavalli-Oper in einem neuen Theater und er schrieb 1659 an die Königin-Mutter Anna von Österreich, es bedeute nicht, „Geld aus den Fenstern [zu] werfen“, wenn hierfür die Mittel aufgebracht würden. Tatsächlich lag Frankreich, was barocke Theaterbauten anbelangte, eine Generation hinter Italien zurück. Die Herzöge von Parma und Modena hatten nach moderner Art eingerichtete Theater, das vom Schauspiel so begeisterte Paris kaum dergleichen.
Giovanni Battista Aleotti hatte beim della Pilotta 1619 sich vorsichtig an ein bewegliches Bühnendekor heran gewagt, woraus die bekannten Kulissen wurden. Rekordgröße hatte das Teatro Ducale in Modena, dessen Pläne 1654 von Gaspare Vigarani stammten – es fasste annähernd 3000 Zuschauer. Schon älter waren das Teatro Olimpico in Vicenza, wo Andrea Palladio dem Saal 1548 die Form eines an der großen Achse geschnittenen Ovals gegeben hatte, und jenes Theater in Sabbioneta, von Vincenzo Scamozzi 1588 mit Sitzen in Halbkreis-Anordnung gebaut. Hatten all jene noch mit Stufen ansteigende Sitzreihen, gab es 1639 in Venedig, im Teatro San Giovanni Crisostomo erstmals Logen.
Dagegen die Situation am französischen Hof: Für Komödien standen die Gemächer des Palastes zur Verfügung, in der warmen Jahreszeit auch der jardin de la Reine (Garten der Königin). Für Ballette bot sich der salle des gardes an. Für eine Maschinenoper, wie sie Mazarin vorschwebte, bedurfte es aber einer Ober- und Untermaschinerie und dementsprechend eines Gebäudes mit Bögen und Untergeschoss. Also kam das Theater Palais-Royal, bereits an die vierzig Jahre alt, baufällig und mit unzureichendem Platzangebot nicht in Frage. Als Molières Truppe 1660 dort einzog – ihre Bühne Petit-Bourbon wurde im selben Jahr abgerissen –, waren im Gebälk drei Balken verfault und das Haus in La Granges Augen ruiniert. Das außerdem noch vorhandene Theater Hôtel de Bourgogne aus dem Jahr 1548 hatte einen länglichen Grundriss, war heruntergekommen und für Theatermaschinen nicht geeignet.

## Architektonisches Gemeinschaftswerk
Nach den Vorgaben von Gaspare Vigarani sowie seiner Söhne Carlo und Ludovico wurde der daraufhin beschlossene Bau vom ersten Architekten des Königs, Louis Le Vau, errichtet. Ihm hatte das Privileg zugestanden, auf königlichem Boden zu bauen, und so protestierte er zunächst gegen die Wahl ausländischer Planer. Aber auf Mazarins Geheiß hin musste er sich mit den Vigaranis zusammentun, auch wenn es Meinungsverschiedenheiten über die Größe des Hauses gab.
Anfang Juni 1659 war Vigarani mit seinen Söhnen und einem Empfehlungsschreiben der Herzogin von Modena, Laura Martinozzi, Nichte des Kardinals Mazarin, in Paris eingetroffen. Was Mazarin sich durch ihre Wahl versprechen konnte, war ein Schritt in die Moderne, eine Teilhabe an jener szenografischen Revolution, die sich in der ersten Hälfte des 17. Jahrhunderts in Italien schon abgespielt hatte. Ein Saal „à l’italien“, das, was später die Bezeichnung „Guckkastenbühne“ erhielt, sollte den Zuschauer vom Schauspiel trennen und der damaligen Vernarrtheit in schier unendlich scheinende Perspektiven Rechnung tragen. Das Barock wollte die Distanz zwischen der Person des Schauspielers und der dargestellten Figur möglichst klein machen, wozu ein großer Abstand zum Publikum dienlich war, denn jener ist umgekehrt proportional zum Abstand zur Rolle.
Ein weiterer Zug des Barock war seine Verbindung zum Vergänglichen und Provisorischen. Ganz in diesem Sinn wollte Mazarin zunächst kein „festes“ Theater – aus Holz sollte es sein und direkt an seinem Palais. Vigarani hielt den Ort für einer Majestät unangemessen und befürchtete, die vorgesehenen großen Theatermaschinen nicht dorthin bringen zu können. Da Mazarin sich aber ohnehin schon angeschickt hatte, den Louvre mit dem Tuilerienpalast auch im Norden zu verbinden, war er offen für die Idee, das Theater in dieses Projekt einzubeziehen. Antoine de Ratabon, Superintendant der königlichen Bauten, legte, beauftragt von des Kardinals privatem Vermögensverwalter Jean-Baptiste Colbert, den Italienern den Plan des Louvre vor, und am 4. August 1659 brachten sie begleitet vom Abbé Buti ihre eigenen Pläne des Theaters nach Fontainebleau zum König, der jene genehmigte. Auch Vigarani war zunächst für den Baustoff Holz, derart, dass das Gebäude später mit Steinen ummantelt würde, doch entschloss man sich am 8. November, von vornherein alles mit Stein zu bauen. Holz hätte bessere akustische Eigenschaften mit sich gebracht, und die Entscheidung der Stadt, dem König das Haus zum Geschenk zu machen, fiel in den Tagen der preiswerten Holzkonstruktion. Als aber 30 Jahre Krieg mit Spanien durch den Pyrenäenfrieden zum Ende kamen, sollte ein Werk aus Stein für immer daran erinnern.
August und Oktober brauchte man zum Errichten der Grundmauern, das Mauerwerk beanspruchte die Zeit von November 1659 bis September 1660, das Holzfachwerk von September 1659 bis Mai 1660. Von Januar 1660 bis Juni 1661 lief der Innenausbau, die Dachdeckung ging von Juni bis Dezember 1660 vonstatten. Schließlich brauchte man für die Ausstattung von Juni 1661 bis März 1662. Parallel zu all dem baute man die Theatermaschinerie. Durch gelegentliche Besuche der Baustelle machte der König die Bedeutsamkeit des Vorhabens offenbar. In Verlängerung des Bühnengebäudes entstand in den Jahren 1664 bis 1666 als Arbeit von Le Vau und François d’Orbay der Pavillon de Pomone, für den sich nach einer Langzeit-Bewohnerin später die Bezeichnung Pavillon de Marsan durchsetzte. Ursprünglich fanden sich in diesem Gebäude celliers (Vorratskammern), die Werkstatt waren für Maler, Schneider, Maskenbildner und sonstige ins Theater eingebundene Handwerker.

## Was einen Bau verzögern kann
Von den Vigaranis sprach nur Carlo Französisch. Sie freuten sich über die gutwillige Unterstützung durch Abbé Buti und zwei Monate nach den Arbeiten an den Grundmauern kündigte Gaspare Vigarani für das nächste Frühjahr die Einweihung des Theaters an – Vorausschau war nicht seine Stärke. Die einsetzende Kälte stoppte zunächst alles. Gaspare Vigarani hatte anfangs ein flaches Dach vorgesehen, das die französischen Zimmerleute zu bauen sich weigerten. Beim Satteldach angelangt, konnten zwischen den Architekten und den Gewerken Meinungsverschiedenheiten daraus entstehen, dass die französischen Zimmerleute einen größeren Erfahrungsschatz dahingehend besaßen, was die Festigkeit der dortigen Hölzer und die Wirkung von Windstößen auf die dort höheren Dachgeschosse anbelangte. Bei der Frage der Anbringung von Zugstäben – auf italienische oder französische Art – konnte man sich nicht einigen und Mazarin musste entscheiden. Neben den sachlich begründbaren Differenzen schien sich obendrein eine Kabale gegen die Italiener zu entwickeln, wie in der 15 Jahre zurückliegenden Fronde. Vom Handwerker bis zum Komponisten war man dabei und den Gipfel bildete der Anwurf, einer von Carlos Arbeitern habe aus Versehen durch eine fallen gelassene Kerze im Februar 1661 ein Feuer in der Galerie des Königs verursacht.
Der „wegen seiner bühnenbildnerischen Zaubereffekte“ bewunderte Giacomo Torelli wäre von Mazarin gern in das Projekt eingebunden worden, doch wussten Colbert und Buti, mit denen er es sich verdorben hatte, dies zu verhindern. Im Juli 1659, nach Ankunft der Vigaranis, erschien dann die Riflessione sopra la fabbrica del nuovo teatro. Sie schrieben dieses Pamphlet Torelli zu und revanchierten sich auf ihre Weise. Molière wollte 1660 beim Umzug vom Petit-Bourbon ins Palais-Royal neben den zugesagten Logen auch Torellis Bühnendekoration mitnehmen, doch forderten die Vigaranis jene vorgeblich für den Tuileriensaal, um sie dann kurzerhand zu verbrennen. Molière und Carlo Vigarani würden noch knapp zehn Jahre miteinander zu tun haben und dies war ein denkbar schlechter Einstand in die Zusammenarbeit.
Schließlich wandte sich auch Buti von den Vigaranis ab, als er gewahr wurde, dass sie nicht nur ein Theater bauen, sondern auch die Veranstaltungen organisieren wollten, was bis dahin seine Aufgabe war. Er lag ihnen in den Ohren, nicht eine Säulenreihe auf die andere zu stellen, nicht mit Balustraden, Galerien, Zierleisten und Ornamenten ein künstliches Riff zu schaffen, das die Welle des Tons brechen würde. In Carlo Vigaranis späteren Briefen war Buti nur noch sein „ständiger Feind“.

## Zum Schluss nicht ganz perfekt

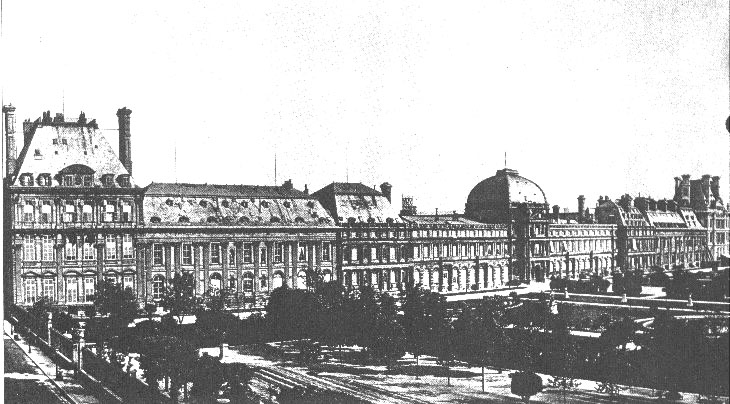
Die drei Bauten der Jahre 1659 bis 1666 (von links): Pavillon de Marsan, langgestrecktes Bühnengebäude und Nordpavillon mit Zuschauersaal.

Der Tuileriensaal wurde im März 1662 fertiggestellt, die letzte Theatermaschine im April. In Europa war es das größte Theater bis dahin und bis ins 19. Jahrhundert. Unter den stark schwankenden Angaben zur Zuschauerkapazität dürfte jene von Lodovico Vigarani mit vier- bis fünftausend Personen der Wirklichkeit am nächsten kommen. Übertrieben ist wohl Sauvals Zahl von 7000. Die Abbildungen in Blondels Architecture françoise vermitteln einen Eindruck davon, wie der Raum aussah. Die Bühnenöffnung, beiderseits begrenzt von monumentalen Doppelsäulen, darüber zwei auf einem Giebeldreieck liegende Gestalten, flankiert von Amorfiguren, hatte bei einer Breite von 10 m eine Höhe von 8 m – weniger als bei der späteren Opéra Garnier (15 mal 10 m). Doch erstreckte die Bühne sich 46 m weit in den Raum (das Zweifache der Garnier) – ein Trichter, in dem sich viel Schall verlor. Die Akustik erwies sich als überaus schlecht. Gian Lorenzo Bernini kritisierte später eine zwei- oder dreifach zu große Länge bei einer zu geringen Breite. Jene betrug im Zuschauerraum ohne die Gänge 17 m, die Höhe lag bei etwa 19 m.
Von der Bühne aus blickte man durch das Proszenium in den Zuschauerraum mit seiner überwältigenden Pracht. Aus der schwierigen Vorgabe durch die festgelegte Geometrie hatten die Modeneser mit Erfindungsreichtum das Beste gemacht, kein Aufwärmen alter Ideen, modellhaft neu war es.

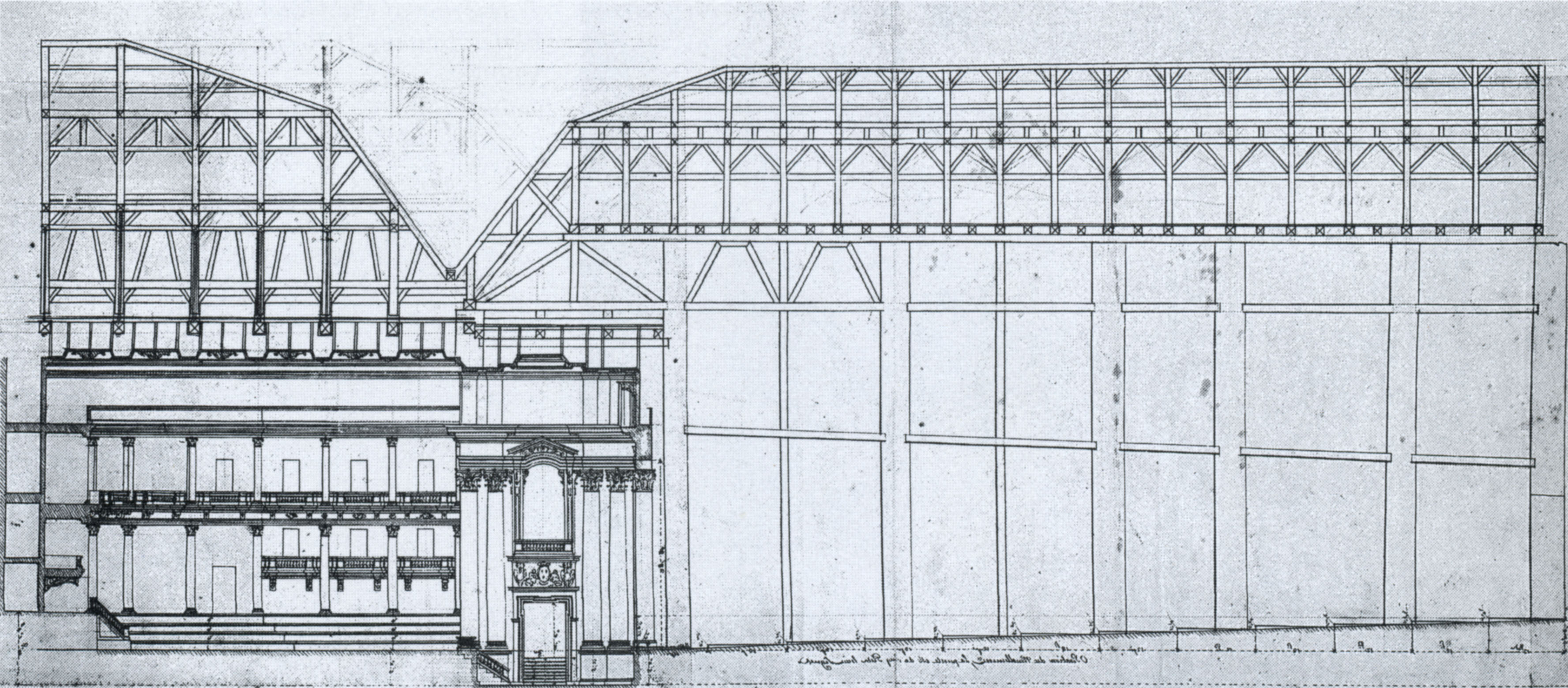
Längsschnitt durch Zuschauersaal und Bühne.

Streng hierarchisch wurden die verschiedenen Elemente angeordnet, die doch ein zusammenhängendes Ganzes bildeten. Direkt vor der Bühne gab es Platz für das Orchester und die Garde, dann im Parkett die abgegrenzte königliche „Loge“ (der Begriff stand damals eigentlich für jede Sitzgelegenheit). Zu jener konnte Ludwig sich auch durch einen unter dem Boden verborgenen Gang zurückziehen, nachdem er auf der Bühne getanzt hatte.
Zum hinteren Ende hin gab es Sitzreihen in Stufenanordnung für die Angehörigen des Hofs. Hufeisenförmig umfingen den Saal übereinander zwei Ränge, jeweils unterstützt durch Säulenreihen. Durch schmale Gänge mit eigenen Eingangstüren konnten Sonderbotschafter, Gesandte und ausländische Minister zu ihnen extra zur Verfügung gestellten Balkonen gelangen. Blondel hatte die Kombination von Säulen mit rundem und quadratischem Querschnitt kritisiert, lobte aber die große Schönheit der Kassettendecke mit Gemälden, ausgeführt von Noël Coypel nach Entwürfen von Charles Errard. Die Beleuchtung bestand aus dreißig Kronleuchtern, die durch eine von Carlo Vigarani gebaute Vorrichtung nach Beginn der Vorstellung an die Decke gezogen wurden.

## Aufführungen unter Ludwig XIV.
Mazarin erlebte die Uraufführung der von ihm bestellten Cavalli-Oper Ercole amante nicht mehr. Buti hatte ein außergewöhnlich langweiliges Livret verfasst, seit den Tagen seiner Zusammenarbeit mit Rossi war anscheinend die glückliche Kühnheit seiner Vorstellungskraft verflogen. Einziger Lichtblick: Durch die Vielfalt von Episoden und Stimmen fand Cavalli Gelegenheit, alle Arten von Canzonetta zu komponieren. Selbst Claudio Monteverdi war von Romain Rolland nicht ausgenommen worden, als er über Cavalli sagte, jener habe die ganze italienische Oper des 17. Jahrhunderts dominiert. So gefiel auch seine Musik, als sie bei den Proben im Palais Mazarin gespielt wurde, dem König und dem ganzen Hof sehr gut. Als die Oper am 7. Februar 1662 aufgeführt wurde, zeigte die schlechte Akustik des Tuilerientheaters all ihre Auswirkungen. Im Publikum waren ohnehin nur wenige des Italienischen mächtig, man langweilte sich und begann sich zu unterhalten. Die Musikliebhaber unter ihnen litten sechs Stunden lang. Francesco Cavalli kehrte gut bezahlt und arg gekränkt nach Italien zurück.
Das Haus blieb ungenutzt, bis am 16. Januar 1668 vor dem Hof im Rahmen weiterer divertissements (Unterhaltungsveranstaltungen) Molières Amphitryon aufgeführt wurde, ein schon andernorts präsentiertes mythologisches Drama. Die darin gezeigte ästhetische Ausrichtung war für Molière neu, half ihm aber, Autor der vom König bestellten tragédie-ballet zu werden, die am 17. Januar 1671 am selben Ort uraufgeführt wurde: Psyché, die letzte Zusammenarbeit mit Jean-Baptiste Lully. Was die von Carlo Vigarani geschaffenen Theatermaschinen zu bieten hatten, „einen Hafen am Meer, einen Friedhofsgarten mit Zypressen und Gräbern, ein Felsengebirge, lauschige Lichtungen mit plätschernden Gewässern, brennende Ruinen oder auch ein Meer in Flammen“, sollte erneut aufgeboten werden. Der König hatte ausdrücklich ein Maschinenstück mit Höllen-Szene bestellt. Daraus entwickelte sich das Thema. Für die Darstellung der Unterwelt war eine Untermaschinerie erforderlich, wie es sie nur im Tuileriensaal gab. Der Botschafter Savoyens war in einem Brief vom 21. Januar 1671 über das Ergebnis des Lobes voll. Siebzig Tänzer, wie sie im letzten Entrée vorkamen, gab es sonst nie, ebenso wenig dreihundert Instrumentalisten und Sänger. Noch weniger kam vor, dass dreihundert Personen gleichzeitig auf Wolken einherschwebten. Es dürfte das prächtigste Schauspiel des 17. Jahrhunderts gewesen sein, wenn nicht aller Zeiten.

## Umbauten nach demGrand Siècle

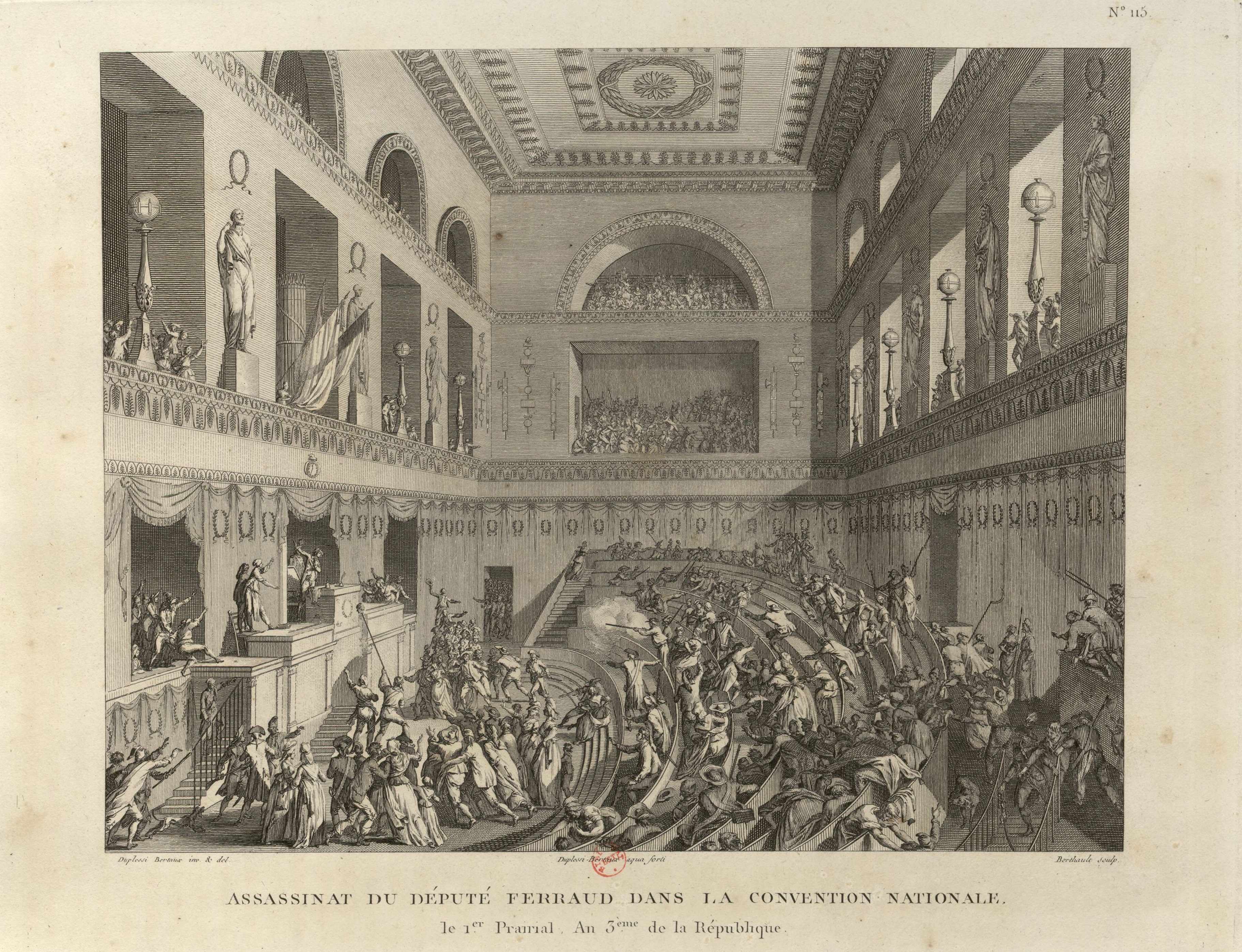
Ermordung des Abgeordneten Jean Féraud im salle des Machines am 20. Mai 1795.

Gegen Ende des „Großen Jahrhunderts“ wurde es still um das Theater, nur zwei Hausmeister mit zwei Gehilfen gaben darauf acht. Der zehnjährige Ludwig XV. tanzte dort 1720 in den Intermedien zu einer Komödie l‘Inconnu. Am 22. September 1721 tat er dies erneut zusammen mit Hofadeligen im dritten entrée des Ballet des Eléments von André Cardinal Destouches und Pierre Charles Roy. Servandoni konnte, nicht ganz ununterbrochen, von 1738 bis 1758 Aufführungen organisieren, darunter seine spectacles muets (stumme Schauspiele). Anschließend diente das Theater insgesamt als Lager, bis im April 1763 ein Brand den Saal des Palais-Royal zerstörte. Jacques-Germain Soufflot und Ange-Jacques Gabriel schufen in acht Monaten dergestalt ein Ausweichquartier für des Königs kostspielige Operntruppe, dass ein komplettes Theater in den Maschinensaal gebaut wurde, das sie bis 1770 nutzte. Die Akustik war schlecht geblieben. Zwölf Jahre durfte darauf die Comédie-Française den „provisorischen“ Saal bespielen, bis von 1784 bis 1790 das Concert spirituel zum Zuge kam. Von Februar 1789 an teilte man sich den Raum mit dem Théâtre de Monsieur, bis die Französische Revolution für den Palast anderweitige Verwendungen mit sich brachte.
Vigaranis Theatersaal wurde abgebaut, stattdessen im Nordpavillon auf der Hofseite ein antichambre de la Liberté eingerichtet und ein Salon des Députations auf der Gartenseite. Acht Monate brauchte Jacques-Pierre de Gisors, um in den Maschinensaal – teils aus vorgefundenem Material – einen Sitzungssaal zu bauen, den der Nationalkonvent vom 10. Mai 1793 an nutzte. Die steil ansteigende Tribüne für die 750 Abgeordneten hatte die Form einer an der großen Achse geschnittenen Ellipse und zog sich an der Gartenseite entlang. Kritisiert wurden die Brandgefahr und die schlechte Akustik. Die beiden Schmalseiten beherbergten auf zwei Etagen Zuschauertribünen.
Von 1806 an kam es durch die Architekten Charles Percier und Pierre-François-Léonard Fontaine erneut zu Umgestaltungen im Nordflügel des Palastes. Der Sitzungssaal des Konvents und des Ältestenrats wurde durch einen ovalen, sehr eleganten Saal ersetzt, dessen Boden – je nach Nutzung als Ball- oder Theatersaal – auf Bühnenniveau angehoben werden konnte. Am 9. Januar 1808 wurde er mit der Oper Griselda von Ferdinando Paër, mit Giuseppina Grassini in der Titelrolle, als Theater eingeweiht.

## Brandruine mit soliden Grundmauern
Nachdem es am 26. März 1871 zur Bildung der Pariser Kommune, zum Konflikt zwischen ihr und der Regierung Thiers in Versailles und zum Bürgerkrieg gekommen war, rückten die regulären Truppen fortwährend vor. Vier der fédérés (Föderierten), darunter der aus dem Dienst entlassene ehemalige Schutzmann Boudin, machten es sich zur Aufgabe, vom Tuilerienpalast nur Schutt und Asche zu hinterlassen. Boudin nahm sich des Nordflügels mit dem Theater an, der Verteilung von leicht brennbaren Flüssigkeiten und Schießpulver. Angezündet brannte das Haus drei Tage lang. Boudin wurde am 23. Mai 1872 durch Erschießen hingerichtet.
Die vom Mauerwerk des Hauses erhaltene Substanz hätte für einen Wiederaufbau getaugt, die Abgeordnetenkammer war zunächst dafür, doch beschloss sie 1882 den Abriss, der am 30. September 1883 restlos vollzogen war.
Die Lücke beschäftigte aber weiterhin: Präsident Charles de Gaulle ließ den Architekten Henri Bernard Pläne für den Wiederaufbau der Tuilerien mit dem Ziel anfertigen, einen Sitz für den Staatschef zu schaffen. Ohne die sicherheitstechnischen Probleme jener Idee kommt das Projekt daher, das die Académie du Second Empire im Dezember 2002 dem französischen Kulturminister vorschlug: die Wiederherstellung des Tuilerien-Palastes als Museum, Konferenzzentrum und Ort für repräsentative Empfänge. Das daraufhin gebildete Comité national pour la reconstruction des Tuileries (Nationalkomitee für den Wiederaufbau der Tuilerien) will das Gebäude zumindest äußerlich entsprechend dem letzten Zustand vor dem Brand neu errichten. Im Kern ist eine moderne Betonbauweise vorgesehen, die eine mittig über die gesamte Länge verlaufende tragende Wand erforderlich macht. Der Einbau eines jener „théâtre de la salle des machines“, die von der lichten Weite der ursprünglichen, freitragenden Konstruktion profitierten, wird damit allerdings unmöglich.

## Erbe

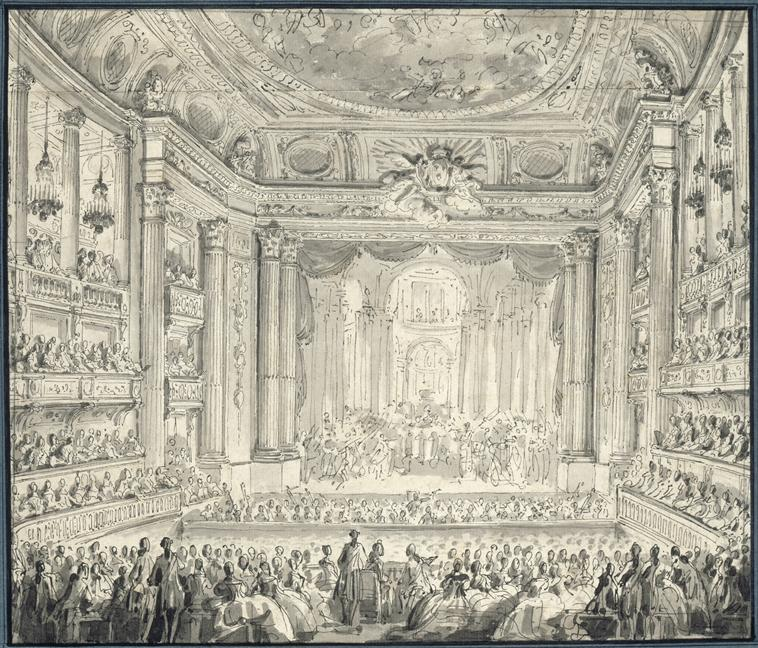
Erste Anleihe: In Gabriels Opernhaus des Schlosses Versailles gibt es ebenfalls je zwei Säulen beiderseits der Bühnenöffnung.

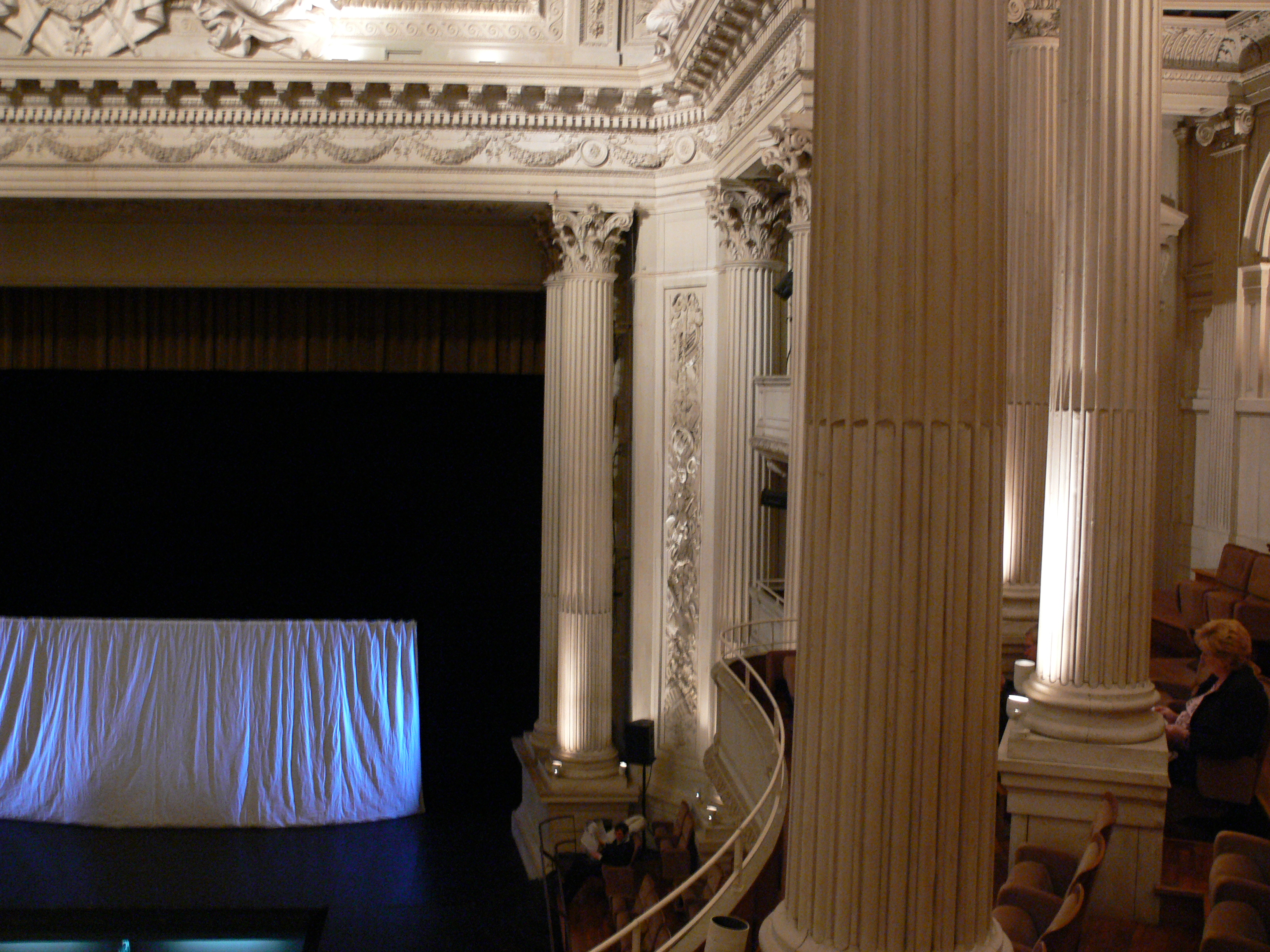
Letzte Anleihe: In Compiègne das Théâtre Impérial mit den charakteristischen Säulen.

Dass Katharina von Medici in dem Palast nie Wohnung nahm, wird mit ihrem Aberglauben in Verbindung gebracht, abergläubisch ließe sich auch ein „böser Fluch“ vermuten, der 300 Jahre lang an dem Bau klebte.
Jedoch baute tatsächlich, bei allem Scheitern, die französische Bühnenkunst auf die mit dem Tuileriensaal gemachten Erfahrungen auf, ebenso wie die französische Oper aus den Misserfolgen von Ercole amante und Rossis vorher gezeigten Opern erwuchs. Wenn die Überlieferung stimmt, gehen die Bezeichnungen côté cour (Hofseite) und côté jardin (Gartenseite) für die vom Publikum aus gesehene rechte und linke Theaterseite auf die örtlichen Gegebenheiten der Tuilerien zurück. Louis Hautecœur vertrat 1927 die Ansicht, das Tuilerientheater habe am wenigsten einen echten Einfluss auf die französische Theaterarchitektur gehabt, mit Ausnahme der abgeänderten, aber wiedererkennbaren Säulenreihe neben der Bühnenöffnung bei Ange-Jacques Gabriels Opéra de Versailles. Genau besehen finden sich jedoch von den Vigaranis für den Tuileriensaal entworfene architektonische Elemente in den Theatern der französischen königlichen Schlösser bis hin zu Gabriel Auguste Ancelets 1867 begonnenem Théâtre Neuf du château de Compiègne. Der Einfluss der Vigaranis dokumentiert sich selbst in Schweden im 1781 vom Architekten Erik Palmstedt gebauten Theater des Schlosses Gripsholm. Von Carlo Vigaranis Bühnenbildern für das Tuilerientheater blieb nur eine einzige Darstellung mit sichtbarer Maschine erhalten: Aus Psyché der Palast der Sonne, heute im Nationalmuseum Stockholm. Laut Lodovico Vigarani hatte Ludwig XIV. Henri de Gissey beauftragt, Stiche der sieben großen Maschinen und des Dekors anzufertigen, wie sie in Ercole amante vorkamen, geschehen ist dies offensichtlich nicht. Original barocke Theatermaschinerien gibt es heute noch im Bourla Theater Antwerpen und in den Schlosstheatern von Drottningholm und Český Krumlov.